# Парин, Николай Васильевич
Никола́й Васи́льевич Па́рин (21 ноября 1932, Пермь, РСФСР — 18 апреля 2012, Москва, Российская Федерация) — советский и российский ихтиолог, доктор биологических наук, профессор, член-корреспондент РАН.

## Биография
Сын известного физиолога академика В. В. Парина. В 1955 году окончил Московский технический институт рыбной промышленности и хозяйства.
- 1955—1959 годах — лаборант плавсостава научно-исследовательского судна «Витязь»,
- 1959—1973 годах — научный сотрудник,
- с 1973 года — заведующий лабораторией океанической ихтиофауны Института океанологии РАН.

Член-корреспондент РАН с 31 марта 1994 года (океанология); главный редактор журнала «Вопросы ихтиологии» (1988—2010); член редколлегии журнала «Океанология», Научного совета РАН по проблемам гидробиологии и ихтиологии, Ихтиологической комиссии Госкомитета по рыболовству; трижды избирался вице-президентом Европейского ихтиологического союза; почётный иностранный член Американского общества ихтиологов и герпетологов; иностранный член Японского ихтиологического общества.
Похоронен в Москве на Троекуровском кладбище.

## Научная деятельность
Участник двадцати крупных морских экспедиций. Разработал теоретические основы зоогеографии пелагиали океана, обосновал классификацию океанических рыб по биотопам и ареалам, выявил пути формирования океанической ихтиофауны. Являлся основателем российской школы океанической ихтиологии, автор нескольких монографий и более 300 научных работ, посвященных изучению морфологии и систематики рыб, ихтиогеографии и промысловой океанологии. Описал свыше 140 новых для науки видов морских рыб.
В честь Н. В. Парина коллеги назвали несколько десятков новых видов рыб, в том числе новый вид акул Planonasus parini, первый экземпляр которого был пойман в ходе 17 рейса НИС «Витязь».

## Основные труды
- Парин Н. В. Распределение глубоководных рыб верхнего слоя батипелагиали в субарктических водах северной части Тихого океана // Тр. Ин-та океанологии АН СССР. 1961. Т. 45. С. 259—278.
- Парин Н. В. Основные особенности географического распространения рыб эпипелагиали // Тихий океан. М. : Наука, 1967. Т. 7 : Биология Тихого океана, кн. 3 : Рыбы открытых вод / под ред. Т. С. Раса. С. 128—138.
- Парин Н. В. Ихтиофауна океанской эпипелагиали. — М. : Наука, 1968. — 186 с.
- Парин Н. В. Рыбы открытого океана. — М. : Наука, 1988. — 272 с.
- Parin N. V. Disribution of mesobenthopelagic fishes in slope waters and around submarine rises // Pelagic biogeography / eds A. C. Pierrot-Bults, S. van der Spoel, B. J. Zahuranec, R. K. Johnson. Paris : UNESCO, 1986. P. 226—229.
- Parin N. V. Fish fauna of the Nazca and Sala y Gomez submarine ridges, the easternmost outpost of the Indo-West Pacific zoogeographic region // Bull. Mar. Sci. 1991. Vol. 49. P. 671—683.
- Парин Н. В., Беклемишев К. В. Значение многолетних изменений циркуляции вод Тихого океана для распространения пелагических животных // Гидробиол. журн. 1966. Т. 2, № 1. С. 3—10.
- Парин Н. В., Несис К. Н. Биогеография Тихого океана // Биологические ресурсы Тихого океана / под ред. М. Е. Виноградова, Н. В. Парина, К. Н. Несиса. М. : Наука, 1986. С. 61—75.
- Беклемишев К. В., Нейман А. А., Парин Н. В., Сёмина Г. И. Естественные участки морской среды обитания с биоценотической точки зрения // Тр. ВНИРО. 1973. Т. 84. С. 7—32.
- Беклемишев К. В., Парин Н. В., Сёмина Г. И. Пелагиаль // Биология океана. М. : Наука, 1977. Т. 1 : Биологическая структура океана / под ред. М. Е. Виноградова. С. 219—261.[4]

## Награды и звания
- Лауреат Государственной премии СССР (1977).
- Медаль ордена «За заслуги перед Отечеством» II степени (1999)[5].
- В 2000 году ему присуждена золотая медаль имени Л. С. Берга РАН «За выдающиеся работы в области географии, биогеографии и ихтиологии».